# 皇家阿伯丁高爾夫俱樂部

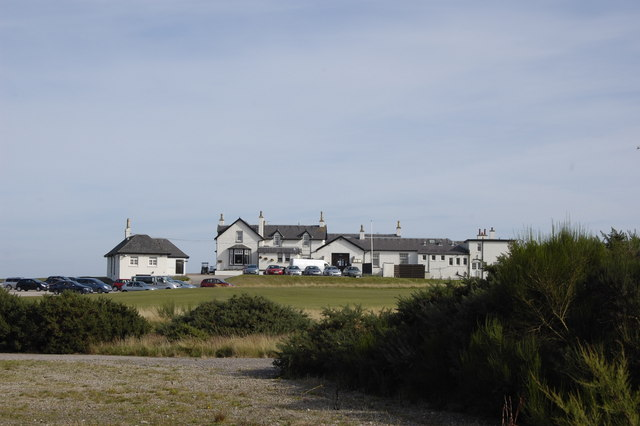

皇家阿伯丁高爾夫俱樂部（英語：Royal Aberdeen Golf Club）是一座位於英國蘇格蘭阿伯丁的高爾夫球俱樂部。這一俱樂部創建於1780年，是世界歷史第6古老的高爾夫球俱樂部。皇家阿伯丁高爾夫俱樂部是2014年蘇格蘭公開賽的舉辦場地。

## 外部連結
- 官方网站
- Royal Aberdeen Video （页面存档备份，存于）

57°10′42″N 2°05′01″W / 57.1782°N 2.0837°W